# Ньюрі Сіті
Це стаття про клуб, що існував у 1923—2012 роках. Про однойменний нині існуючий клуб, заснований 2013 року див. статтю Ньюрі Сіті АФК.
«Ньюрі Сіті» (англ. Newry City F.C.) — північноірландський футбольний клуб з однойменного міста, який тривалий час виступав у північноірландській Прем'єр-лізі.
Клуб заснований в 1923 році, домашні матчі проводить на стадіоні «Шоуграундс», місткістю 6 500 глядачів. Бронзовий призер чемпіонату Північної Ірландії — 1928. Дворазовий фіналіст Кубка Північної Ірландії — 1990, 2009. Відомим вихованцем клубу є Пет Дженнінгс.
У 2012 році клуб було розпущено, а на його основі з 2013 року грає команда «Ньюрі Сіті АФК»

## Виступи клубу в єврокубках
| Сезон | Турнір          | Раунд | Клуб                | Рахунок  |
| ----- | --------------- | ----- | ------------------- | -------- |
| 1999  | Кубок Інтертото | 1     | Хрватскі Драговоляц | 2-0, 0-1 |
|       |                 | 2     | Дуйсбург            | 1-0, 0-2 |

## Досягнення
- Бронзовий призер чемпіонату Північної Ірландії (1): 1928
- Фіналіст Кубка північноірландської ліги (2): — 1990, 2009